# 육플루오린화 백금
육불화 백금은 화학식이 PtF6인 화합물이다.육불화 백금은 적갈색 고체이며 휘발하여 붉은 기체를 형성한다. 육불화 백금은 백금이 산화수가 +6인 상태로 존재하는 유일한 예이다.강한 산화제이자 플루오린화 작용제이기도 하다. Pt-F결합사이의 거리는 185 피코미터
이다.

## 합성
육불화 백금은 처음에 플루오린과 금속상태의 백금이 반응하여 제조되었다.

Pt + 3 F2 → PtF6

또한,육불화 백금은 오불화 백금(PtF6)의 불균등화 반응으로 제조된다.

PtCl2 + 5 F2 → 2 PtF5 + 2 Cl2

PtF5 → PtF6 + PtF4

## 산화력
대표적인 음이온 원소 산소를 산화시켜 양이온으로 만들거나 제논을 산화시켜 제논 육불화 백금이 형성되는 등 산화력이 매우 크다.